# Kalhov
Kalhov är en ort i Tjeckien.   Den ligger i regionen Vysočina, i den centrala delen av landet, 100 km sydost om huvudstaden Prag. Kalhov ligger 659 meter över havet och antalet invånare är 121.
Terrängen runt Kalhov är huvudsakligen platt. Kalhov ligger uppe på en höjd. Runt Kalhov är det ganska glesbefolkat, med 25 invånare per kvadratkilometer. Närmaste större samhälle är Jihlava, 14,3 km sydost om Kalhov. Omgivningarna runt Kalhov är en mosaik av jordbruksmark och naturlig växtlighet.